# Spharagemon
Genre
Spharagemon est un genre nord-américain d'orthoptères de la famille des Acrididae.

## Espèces
- Spharagemon bolli Scudder, 1875
- Spharagemon bunites (en) Otte, 1984
- Spharagemon campestris (en) (McNeill, 1901)
- Spharagemon collare (Scudder, 1872)
- Spharagemon crepitans (en) (Saussure, 1884)
- Spharagemon cristatum (en) Scudder, 1875
- Spharagemon equale (Say, 1825)
- Spharagemon marmorata (sv) (Harris, 1841)
- Spharagemon saxatile (en) Morse, 1894